# Fukaya
Fukaya (jap. 深谷市 Fukaya-shi) – miasto w Japonii, na wyspie Honsiu, w prefekturze Saitama. Ma powierzchnię 138,37 km². W 2020 r. mieszkało w nim 141 336 osób, w 55 670 gospodarstwach domowych  (w 2010 r. 144 555 osób, w 51 032 gospodarstwach domowych).